# Leucauge badiensis
Leucauge badiensis là một loài nhện trong họ Tetragnathidae.
Loài này thuộc chi Leucauge. Leucauge badiensis được miêu tả năm 1961 bởi Roewer.